# Treno accelerato
Quella di accelerato è una categoria di servizio dei treni italiani.
Il treno di categoria accelerato opera il servizio viaggiatori effettuando tutte le fermate nella relazione di riferimento. Sull'orario ferroviario, è identificato dalla sigla ACC e da un numero di quattro cifre. Furono sostituiti dai treni locali, poi ridenominati regionali.
La categoria di treno accelerato è oggi utilizzata esclusivamente dall'EAV per le linee vesuviane e flegree

## Caratteristiche
La definizione di accelerato risale alla riclassificazione del servizio ferroviario stabilita con apposito decreto del 1889.
I treni accelerati effettuavano tutte le fermate, (o quasi tutte), della linea percorsa come avveniva nel caso dei treni omnibus; tuttavia rispetto a questi avevano una traccia oraria più stretta con fermate brevi e avviamenti veloci. Per ottenere tale scopo anche la composizione del convoglio risultava più ridotta. La categoria, che effettuava servizio regolare per viaggiatori anche su percorsi relativamente lunghi, il più delle volte era di sola 3ª classe. I convogli erano costituiti da materiale ordinario, in genere, carrozze a carrelli.
I treni accelerati cambiarono il nome in treni locali intorno agli anni settanta anche in seguito all'anacronismo della definizione essendo rimasti la categoria a percorrenza più lunga e a velocità commerciale più bassa.
Nel 1993 cambiarono il nome in Treni regionali in vista del passaggio alle Regioni di parte delle competenze (organizzative e finanziarie) sul loro esercizio.